# Bianca Lawsonová
Bianca Jasmine Lawsonová (* 20. března 1979 Los Angeles, Kalifornie, USA) je americká filmová a televizní herečka.

## Životopis
Narodila se v Los Angeles v Kalifornii. Je dcerou herců Denise (za svobodna Gordyové) a Richarda Lawsonových. Po rozvodu si její otec vzal v roce 2015 Tinu Knowles a stala se tak nevlastní sestrou Beyoncé a Solange Knowles. Navštěvovala Stella Adler Studio of Acting a absolvovala elitní katolickou školu Marymount High School v Los Angeles. Poté šla studovat film a psychologii na Univerzitu Jižní Kalifornie.

## Kariéra
Lawsonová začala s hraním ve svých devíti letech. Objevila se v reklamách na Barbie a Revlon a v několika televizních pořadech. V seriálu Buffy, přemožitelka upírů si zahrála Kendru Youngovou.
Objevila se v seriálu Dawsonův svět, kde si zahrála Nikki Greenovou. Měla role v seriálu Konečně zazvonilo, nová třída a ve filmech jako Nežádej o svůj poslední tanec a Překročit všechna pravidla. Také se objevila v seriálech Sister, Sister jako Ronda Coley, The Parent Hood a The Steve Harvey Show. V létě roku 1996 hrála v seriálu Goode Behavior.
V letech 2010–2012 hrála postavu Mayi St. Germainové v televizním seriálu Prolhané krásky, který je založený na knižní sérii od Sary Shepard. Také ztvárnila roli Emily Bennetové v seriálu Upíří deníky, hraje také v seriálu Vlčí mládě.
V roce 2014 získala vedlejší roli v seriálu Witches of East End. V roce 2016 získala roli v seriálu Queen Suger.

## Filmografie
| Filmy      | Filmy                                    | Filmy                 | Filmy                                 |
| Rok        | Název filmu                              | Role                  | Poznámky                              |
| ---------- | ---------------------------------------- | --------------------- | ------------------------------------- |
| 1998       | Twice the Fear                           | Girlfriend            |                                       |
| 1998       | Barvy moci                               | Loretta               |                                       |
| 1999       | The Pavilion                             | Mary                  |                                       |
| 2000       | Big Monster on Campus                    | Darien Stompanato     |                                       |
| 2001       | Bones                                    | Cynthia               |                                       |
| 2001       | Nežádej svůj poslední tanec              | Nikki                 |                                       |
| 2003       | Jeepers Creepers 2                       | nebylo uvedeno        |                                       |
| 2004       | Překročit všechna pravidla               | Helen Sharp           |                                       |
| 2004       | Mrtví k snídani                          | Kate                  | Nezávislý film                        |
| 2005       | Flip the Script                          | Angela                |                                       |
| 2006       | Trhni si!                                | Monique               |                                       |
| 2006       | Broken                                   | Mia                   | Nezávislý film                        |
| 2007       | Supergator                               | Carla Masters         |                                       |
| 2009       | The Killing of Wendy                     | Brooke                | Nezávislý film                        |
| 2009       | Dívčí války                              | cameo                 | Nebyla uvedena v titulcích            |
| Televize   |                                          |                       |                                       |
| Rok        | Název                                    | Role                  | Poznámky                              |
| 1993–1995  | Konečně zazvonilo, nová třída            | Megan Jones           | 39 dílů                               |
| 1994       | What'z Up?                               | Sama sebe             |                                       |
| 1994       | Tak tohle je můj život                   | dívka v koupelně č. 3 | díl: „Pilot“                          |
| 1994       | Sister, Sister                           | Rhonda Coley          | Vedlejší role, 7 dílů                 |
| 1995       | In the House                             | Rachel                | díl: „The Final Cut“                  |
| 1995       | Me and the Boys                          | dívka                 | díl: „The Age of Reason“              |
| 1995       | Konečně zazvonilo, nová třída            | Megan Jones           |                                       |
| 1996       | Goode Behavior                           | Bianca Goode          | Vedlejší role                         |
| 1997–1998  | Buffy, přemožitelka upírů                | Kendra Youngová       | 3 díly                                |
| 1997       | The Parent 'Hood                         | Jasmine               | 2 díly                                |
| 1997, 1999 | Smart Guy                                | Tracy/Jill            | 2 díly                                |
| 1998       | The Steve Harvey Show                    | Rosalind              | 3 díly                                |
| 1998       | The Temptations                          | Diana Ross            | TV minisérie                          |
| 1998       | Policie z Palm Beach                     | Neznámá               | díl: „Rage“                           |
| 1999–2000  | Dawsonův svět                            | Nikki Green           | 4 díly                                |
| 2001       | For the People                           | Asia Portman          | díl: „Textbook Perfect“               |
| 2001       | Ztracené ideály                          | Anna Bella Monroe     | TV minisérie                          |
| 2001       | Křižovatky medicíny                      | Esperenza Maldonaldo  | díl: „Control Group“                  |
| 2001       | The Late Late Show With Craig Kilbourn   | Sama sebe             |                                       |
| 2002       | Pronásledovaný                           | Brandi Combs          | díl: „Blind Witness“                  |
| 2003       | Loose Lips                               | Herself               |                                       |
| 2004       | Fearless                                 | Harmony Kaye          | TV pilot                              |
| 2004       | The Big House                            | Angela                | díl: „Almost Touched by an Angel“     |
| 2004       | Strážkyně zákona                         | Marilynn Reiser       | díl: „Play Ball“                      |
| 2006       | Living In TV Land                        | Sama sebe             | díl: „Sherman Hemsley“                |
| 2008       | Uklízeč                                  | Jeannie               | 2 díly                                |
| 2009       | The Secret Life of the American Teenager | Shawna                | Vedlejší role, 6 dílů                 |
| 2009       | Sběratelé kostí                          | Albie                 | díl: „Vášeň na ledě“                  |
| 2009–2014  | Upíří deníky                             | Emily Bennett         | 6 dílů                                |
| 2010       | Nikita                                   | Emily                 | díl: „The Guardian“                   |
| 2010–2012  | Prolhané krásky                          | Maya St. Germain      | Vedlejší role, 22 déů§                |
| 2011       | American Horror Story                    | Abby                  | díl: „Pilot“                          |
| 2012       | Kráska a zvíře                           | Lafferty              | díl: „Trapped“                        |
| 2012       | Vše o štědrém večeru                     | Lila                  | TV film                               |
| 2012       | 2 Socky                                  | Stacy                 | díl: „And the Silent Partner“         |
| 2012–2014  | Vlčí mládě                               | slečna Morellová      | Vedlejší role, 12 dílů                |
| 2014       | Dům s tajemstvím                         | Julie                 | TV film                               |
| 2014       | Wolf Watch                               | samu sebe             |                                       |
| 2014       | Witches of East End                      | Eva/Selina            | Vedlejší role                         |
| 2015       | Chicago P.D.                             | Kylie Rosales         | díl: „We Don't Work Together Anymore“ |
| 2015       | Rogue                                    | Talia Freeman         | Hlavní role (3. řada), 10 dílů        |
| 2016–2022  | Queen Sugar                              | Darla                 | Hlavní role                           |